# Acord de Lliure Comerç del Continent Africà
L'Acord de Lliure Comerç del Continent Africà (amb el seu nom curt en anglès AFCFTA) és un acord comercial vigent entre els 27 estats membres de la Unió Africana. Va ser signat a Kigali a l'estat de Ruanda, el 21 de març de 2018. El juliol del 2019, 54 estats ja han signat l'acord. Es va requerir la ratificació d'un mínim de 22 països perquè l'acord AFCFTA entrés en vigor i l'àrea de comerç lliure africana fos efectiva. L'acord funcionarà com a paraigua per afegir-hi protocols i annexos.
Les negociacions van continuar el 2018 amb la fase II, incloent la política de competència, la inversió i els drets de propietat intel·lectual. Es presentarà un esborrany a l'assemblea de la Unió Africana de gener de 2020.
Kenya i Ghana van ser els primers països en dipositar els instruments de ratificació el 10 de maig de 2018, després que els parlaments el van ratificar. Amb la ratificació de Sierra Leone i la República sahrauí el 29 d'abril de 2019, es va aconseguir el llindar de 22 estats que s'afegeixen a la zona de lliure comerç. Com a resultat, l'AfCFTA va entrar en vigor el 30 de maig del 2019. Els temes pendents, com ara els acords de concessió comercial i les normes d'origen, continuen sent negociats. El 7 de juliol de 2019, a una cimera al Níger, l'AfCFTA va entrar en la seva fase operativa.

## Història

### Antecedents
El 1963, l'Organització per a la Unitat Africana (OUA) va ser fundada pels estats independents d'Àfrica. La OUA pretenia promoure la cooperació entre els estats africans. L'organització va adoptar el Pla d'acció de Lagos de 1980. El pla va suggerir que Àfrica hauria de minimitzar la dependència d'Occident en promoure el comerç intra-africà. Això va començar com la creació d'una sèrie d'organitzacions de cooperació regional a les diferents regions d'Àfrica, com la Conferència de Coordinació del Desenvolupament de l'Àfrica Meridional. Finalment, això va conduir al Tractat d'Abuja el 1991, que va crear la Comunitat Econòmica Africana, una organització que va promoure el desenvolupament d'àrees de lliure comerç, unions duaneres, un banc central africà i una unió de divises comunes africanes.
El 2002, la Unió Africana (UA) va succeir a la OUA, que tenia com a objectiu accelerar la «integració econòmica del continent». Un segon objectiu era «coordinar i harmonitzar les polítiques entre les comunitats econòmiques regionals existents i futures per assolir progressivament els objectius de la Unió». En la cimera de la Unió Africana de 2012 a Addis Abeba, els líders van acordar crear una nova àrea de lliure comerç continental el 2017. A la cimera de la UA de Johannesburg de 2015, es va decidir iniciar les negociacions. Això va iniciar una sèrie de deu sessions de negociació que van tenir lloc durant els tres anys següents.

### Cimera de Kigali de 2018.
El 2018, a la 10ª sessió extraordinària de la Unió Africana sobre l'AfCFTA, es van signar tres acords separats: l'Acord de comerç lliure africà, la Declaració de Kigali i el Protocol sobre la lliure circulació de persones. Aquest darrere protocol busca establir una zona sense visats als països de l'AfCFTA i donar suport a la creació d'un passaport comú als països membres de la Unió Africana. A la cimera de Kigali el 21 de març de 2018, 44 països van signar l'AfCFTA, 47 van signar la Declaració de Kigali i 30 van signar el Protocol sobre la lliure circulació de persones. Tot i que va tenir èxit, hi va haver dos retencions notables: Nigèria i Sud-àfrica, les dues economies més grans d'Àfrica.